# Achery
Achery és un municipi francès situat en el departament de l'Aisne, a la regió dels Alts de França. En francès no es pronuncia la ""e"".
Forma part de la Communauté de communes du Villes d'Oyse.

## Geografia
El poble se situa a prop dels municipis de Travecy, Mayot, Anguilcourt-le-Sart, Danizy i La Fère. L'Oise atravessa el municipi.

## Història
La població, al 990 s'anomenava Achiriacus. Achery va posseir els seus propis senyors. El senyoriu posseí ben aviat el seu propi castell feudal però aquest fou destruït abans d'ésser reedificat al segle xiv. La senyoria va formar part del comtat d'Anizy. Durant la revolució, el castell fou destruït altra vegada i Achery va esdevenir un municipi independent. Durant la Primera Guerra Mundial, el poble fou destruït, però fou reconstruït després de la guerra.

## Administració
Alcalde: Georges Demoulin (des de març de 2001).

## Demografia
- 1793=689 h.
- 1896=763 h.
- 1975=508 h.
- 1982=578 h.
- 1990=564 h.
- 1999=540 h.
- 2006=533 h.
- 2007=539 h.
- 2008=546 h.

Histograma

(elaboració gràfica per Wikipédia)

## Cultura

### Llocs i monuments
- Església de Saint-Martin. Reconstruïda després de la Primera Guerra Mundial.
- Antic molí d'aigua.
- Pantans i estanys.

Vestigis de la Línia Hinderburg

### Festes
- Fira de brocanters. Maig.
- Festa. 3er diumenge de juny.

### Personalitats lligades al municipi
- Nina Doëv: Escritora que ha publicat molts llibres de literatura fantàstica.